# Lena Oberdorf
Lena Sophie Oberdorf (født 19. december 2001) er en kvindelig tysk fodboldspiller, der spiller angreb for VfL Wolfsburg i 1. Frauen-Bundesliga og Tysklands kvindefodboldlandshold.
Hun blev første gang udtaget til det tyske A-landshold af landstræner Martina Voss-Tecklenburg, til en EM-kvalifikationskamp mod Sverige, den 6. april 2019. Hun blev efterfølgende udtaget til EM i kvindefodbold 2022 i England og deltog også under VM i fodbold for kvinder 2019 i Frankrig.

## Landsholdsstatistik
| #  | Dato              | Lokation                 | Modstander | Score | Resultat | Turnering               |
| -- | ----------------- | ------------------------ | ---------- | ----- | -------- | ----------------------- |
| 1. | 3. september 2019 | Lviv, Ukraine            | Ukraine    | 4–0   | 8–0      | EM-kvalifikationen 2022 |
| 2. | 8. oktober 2019   | Thessaloniki, Grækenland | Grækenland | 5–0   | 2–0      | EM-kvalifikationen 2022 |
| 3. | 9. april 2022     | Bielefeld, Tyskland      | Portugal   | 1–0   | 3–0      | VM-kvalifikationen 2023 |